# Vriesea pycnantha
Vriesea pycnantha är en gräsväxtart som beskrevs av Lyman Bradford Smith. Vriesea pycnantha ingår i släktet Vriesea och familjen Bromeliaceae. Inga underarter finns listade i Catalogue of Life.